# Pisidis
El pisidis (en grec antic Πισίδαι) eren un poble probablement indoeuropeu que vivia a la Pisídia, emparentat amb els frigis i de la mateixa branca que els habitants de Pamfília, i barrejats amb els cilicis i els isauris, però menys hel·lenitzats que els pàmfils. Algunes colònies gregues es van establir a Pamfília que era més fèrtil que Pisídia.
El nom primitiu d'aquest poble, segons Esteve de Bizanci era el de solimis (solymi) i diu que eren muntanyencs guerrers i lliures que habitaven aquells territoris des de temps molt antics. Els grecs els consideraven bàrbars. Xenofont diu que les nacions veïnes mai no els van sotmetre, tot i que sovint hi feien incursions depredadores. Fins i tot els romans van tenir grans dificultats per sotmetre'ls, protegits com estaven per les seves muntanyes i barrancs, diu Titus Livi. Els romans no van establir cap guarnició en aquest territori, i es limitaven a cobrar impostos a les principals ciutats. L'administració provincial no es va imposar fins a finals del segle iii.